# Purpurgrefven
Purpurgrefven är ett drama av Carl Jonas Love Almqvist. Det avslutar band III av den så kallade imperialoktavupplagan av Törnrosens bok, vilket utkom 1850. Därmed kan det kallas det sista verk Almqvist själv lät ge ut under sin livstid. Pjäsen utgör en fortsättning på Silkesharen på Hagalund och utspelar sig i det enorma hotell som planerades i den tidigare pjäsen.
Purpurgreven hade urpremiär 1971 på Göteborgs stadsteater i regi av Eva Stenman med flera. 1974 sändes den av TV-teatern i regi av Jonas Cornell och 1993 gavs den av Radioteatern med samme regissör och med Jan Malmsjö och Åke Fridell.